# Artavasdes IV de Armenia
Artavasdes IV de Armenia (en armenio Արտավազդ Ե) fue rey de Armenia hacia 260 a. C., como vasallo de los Persas sasánidas.
Según la tradición armenia y los antiguos historiadores, después del homicidio en 252 del rey Tirídates II de Armenia por un señor parto de la Casa de Suren llamado Anak, sus hijos Tirídates III y Cosroes II se refugian con los romanos. Los persas del rey Sapor I ocupan el país y el gran rey instala en lugar de Tirídates II a un rey a su devoción llamado Artavasdes, cuarto o quinto de ese nombre. El desastre del emperador Valeriano, capturado por Sapor I en 260, no puede más que afirmar el dominio iraní en Armenia.
Cyrille Toumanoff identifica a este rey Artavasdes con el personaje de la gran inscripción de Naqsh-e Rostam, conocida de los historiadores occidentales bajo el nombre de « Res gestae divi Saporis » que el rey Sapor I nombra inmediatamente después, nuestra hija la reina de las reinas Adur-anâhîd : nuestro hijo Hormizd-Ardaschir, gran rey de Armenia Se trataría pues del hijo mayor y príncipe heredero de Sapor I, el futuro Gran-rey Ormuz I, al que habría sido entregada Armenia de 252 a 271.